# Malik-Schah II.
Rukn ad-Dunya wa-Din Dschalal ad-Daula Malik-Schah II. (DMG Rukn ad-Dunyā wa-’d-Dīn Ǧalāl ad-Daula Malik-Šāh) war im Jahr 1105 Sultan der Großseldschuken.
Malik Schah II. war der Sohn Berk-Yaruqs und Enkelsohn von Sultan Malik Schah I. Der Minderjährige regierte als Nominalherrscher des Reiches in Isfahan und wurde nach einem Jahr von seinem Onkel Muhammad abgesetzt, wobei seine Truppen nur schwachen Widerstand leisteten.
| Vorgänger  | Amt                             | Nachfolger        |
| ---------- | ------------------------------- | ----------------- |
| Berk-Yaruq | Sultan der Großseldschuken 1105 | Muhammad I. Tapar |

| Personendaten    | Personendaten                                                               |
| ---------------- | --------------------------------------------------------------------------- |
| NAME             | Malik-Schah II.                                                             |
| ALTERNATIVNAMEN  | Rukn ad-Dunya wa-Din Dschalal ad-Daula Malik-Schah II. (vollständiger Name) |
| KURZBESCHREIBUNG | Sultan der Seldschuken                                                      |
| GEBURTSDATUM     | 11. Jahrhundert                                                             |
| STERBEDATUM      | nach 1105                                                                   |